# Claire Gibault
Pour les articles homonymes, voir Gibault.
Claire Gibault, née le 31 octobre 1945 au Mans, est une cheffe d'orchestre et personnalité publique, membre du Conseil économique, social et environnemental.

## Biographie
Née au Mans le 31 octobre 1945, d'un père professeur de solfège au conservatoire, Claire Gibault commence l'apprentissage du violon au conservatoire de sa ville natale où elle remporte en 1958 un premier prix dans sa discipline instrumentale et en musique de chambre. Elle poursuit ses études musicales au Conservatoire national supérieur de musique de Paris où elle obtient les premiers prix d'harmonie, de fugue, de contrepoint, d'esthétique et d'histoire de la musique en 1968 et le premier prix de direction d'orchestre en 1969.

### Carrière musicale
Sa carrière débute en 1976 avec la fonction de directrice musicale de l'Orchestre de chambre de Chambéry, qu'elle exerce jusqu'en 1983. Elle est ensuite assistante de John Eliot Gardiner à l'Opéra national de Lyon. En 1995, première femme à ce poste, elle dirige l’orchestre de La Scala pour la création de La Station Thermale, opéra de Fabio Vacchi et, en 1997, elle est à la tête de l’Orchestre philharmonique de Berlin pour Jacob Lenz de Wolfgang Rihm.
De 1991 à 1998, elle crée avec l’Atelier lyrique et Maîtrise de l’Opéra de Lyon Pelléas et Mélisande de Claude Debussy, Le Barbier de Séville et Cendrillon de Gioachino Rossini, L'Enlèvement au sérail et La finta giardiniera de Wolfgang Amadeus Mozart, Roméo et Juliette d'Hector Berlioz, L'Orfeo de Claudio Monteverdi, Les Brigands de Jacques Offenbach, L'Heure espagnole et L'Enfant et les Sortilèges de Maurice Ravel, Il mondo della luna de Joseph Haydn, Iphigénie en Tauride de Christoph Willibald Gluck, The Rape of Lucretia de Benjamin Britten et Le Chapeau de paille de Florence (en) de Nino Rota. La Station thermale — enregistrée par Ricordi et Les Oiseaux de passage de Fabio Vacchi, et Dédale d'Hugues Dufourt — gravé sur CD par MFA/Radio France — à partir de trois livrets de Myriam Tanant,figurent parmi ses créations mondiales.
Entre 2000 et 2002, elle est directrice musicale de la Fondazione Musica per Roma. Elle crée au sein de cette institution le Laboratorio voci in musica (laboratoire voix en musique) qu'elle dirige pour Cosi fan tutte et L'Enlèvement au sérail de Mozart, Pollicino de Hans Werner Henze, Hänsel und Gretel d'Engelbert Humperdinck et West Side Story de Leonard Bernstein. Elle dirige également Pelléas et Mélisande de Debussy au Covent Garden de Londres, Le Comte Ory de Rossini au Festival de Glyndebourne, Cosi fan tutte de Mozart avec Opera North, L’Étoile d'Emmanuel Chabrier au Festival international d'Édimbourg, Zaïde et Le Directeur de théâtre de Mozart à l'Opéra Bastille, L’Enfant et les Sortilèges de Ravel au Théâtre du Châtelet, La Dame Blanche de François-Adrien Boieldieu à l'Opéra-Comique, La donna del lago de Rossini, Mitridate, re di Ponto, La Flûte enchantée, Les Noces de Figaro et Bastien et Bastienne de Mozart à l'Opéra de Nice, La Clémence de Titus de Mozart à l'Opéra d'Orléans, La Traviata de Giuseppe Verdi à l'Opéra de Nancy, Idoménée et Cosi fan tutte de Mozart à l'Opéra royal de Wallonie, Maria Stuarda de Gaetano Donizetti à l'Opéra de Turin, Cendrillon de Rossini à l'Opéra de Rome et les Oiseaux de Passage à l'Opéra de Bologne.
Elle assiste Claudio Abbado pour Pelléas et Mélisande au Royal Opera House, à la Scala et à l’Opéra de Vienne et dirige Idomeneo de Mozart avec Placido Domingo en 2002 à l’Opéra national de Washington (en). En 2003, elle dirige la création mondiale de Il letto della storia de Fabio Vacchi au Mai musical florentin, en 2004, elle est à la tête de l'Orchestre philharmonique de Copenhague (en) et en 2005, elle dirige Pollicino de Hans Werner Henze adapté en français pour le Théâtre du Châtelet. Elle poursuit la saison avec l’Orchestre Mozart de Bologne, l’Orchestre philharmonique de Sofia, et participe à l'enregistrement de la musique de Fabio Vacchi pour le film de Patrice Chéreau, Gabrielle. En 2006, elle dirige l'orchestre de l'Opéra d'Anvers, l'Orchestre philharmonique du Luxembourg, l'orchestre Mozart de Bologne, l'Orchestre des Pays de Savoie, et crée l'opéra Peter Pan ou la véritable histoire de Wendy Moira Angela Darling de Patrick Burgan au théâtre du Châtelet. En 2007, elle dirige l'Orchestra della Toscana pour la création de La Madre del Mostro de Fabio Vacchi à Sienne. Elle est l'adjointe de Claudio Abbado pour le nouvel orchestre Mozart de Bologne entre 2004 et 2007.
En 2008, elle dirige Anna Caterina Antonacci et l'Orchestre philharmonique de Slovaquie à l'occasion de la clôture de la Présidence française de l’Union Européenne. Lors de la saison 2010-2011 elle dirige l’Orchestre national Bordeaux Aquitaine, l’Orchestre philharmonique de Nice, l’Orchestre national des Pays de la Loire et l’Orchestre de l’Opéra de Marseille.
C’est forte de son expérience auprès de Claudio Abbado et de son Orchestre Mozart que Claire Gibault crée le Paris Mozart Orchestra en 2011, avec lequel elle donne actuellement une trentaine de concerts par an (Théâtre du Châtelet, Philharmonie de Paris, Seine Musicale, Arsenal de Metz etc). Très attachée à la création, elle collabore régulièrement avec des compositeurs contemporains tels que Graciane Finzi, Wolfgang Rihm, Silvia Colasanti, Fabio Vacchi, Édith Canat de Chizy, Philippe Hersant, Benoît Menut etc. En 2022, Claire Gibault a passé un accord avec la ville de Bourges où le Paris Mozart Orchestra s'est installé en résidence.
Elle dirige en France, en Italie, en Suisse, en Belgique, au Canada, aux États-Unis, est invitée par le Halle Orchestra, le Royal Scottish National Orchestra, l'Orchestre symphonique de la radio-télévision irlandaise, l’Orchestre symphonique national de la RAI, l’Orchestre national de Belgique et l’Orchestre philharmonique de Liège. Elle enregistre Beethoven et Schubert avec le Royal Philharmonic Orchestra, dirige l’Orchestre philharmonique de Copenhague et le Västerås Sinfonietta (sv).
En 2020, Claire Gibault organise à Paris le concours international La Maestra.

### Carrière politique et sociale
Devant l'absence d'opportunités dans la musique, elle accepte de figurer sur la liste UDF dans la circonscription du Sud-Est pour les élections européennes en 2004, et est élue députée. Elle est membre de la commission de la Culture et de l'Éducation ainsi que de la commission du Droits des Femmes et de l'Égalité des Genres et s'occupe des dossiers relatifs aux femmes et à la pauvreté, à la conciliation de la vie professionnelle et familiale ou encore aux femmes migrantes. Elle a été rapporteur de deux résolutions du Parlement européen, l'une sur le statut social des artistes en Europe (adoptée le 7 juin 2007) et l'autre sur l'égalité de traitement et d'accès entre les hommes et les femmes dans les arts du spectacle (adoptée le 10 mars 2009).
Pour le scrutin législatif de juin 2007, Claire Gibault change de terre d'élection, en étant candidate dans la 4e circonscription de Paris (arrondissements VIII et IX) sous les couleurs du MoDem et obtient 14,08 % au premier et unique tour le 10 juin.
Dans le sillage de Jean-Marie Cavada, elle a annoncé son départ du MoDem et son ralliement au forum Avenir démocrate créé par ce dernier,. En mars 2008, elle est élue sur la liste de la majorité présidentielle en tant que représentante d'Avenir démocrate conseillère d'arrondissement dans le 9e arrondissement de Paris. Elle quitte le PDE pour l'ELDR en janvier 2008 pour rejoindre Avenir démocrate.
Le 28 octobre 2010, elle est nommée membre du Conseil économique, social et environnemental.
Elle est la rapporteur de la mission de réflexion ayant élaboré le rapport Lockwood, remis en juin 2016 à Frédéric Mitterrand.

### Vie personnelle
Elle est mère adoptive de deux enfants togolais,.
Elle s'est convertie au christianisme orthodoxe.

## Publications
- La musique à mains nues : Itinéraire passionné d'une femme chef d'orchestre, Paris, Éditions L'Iconoclaste, 2010, 180 p.  (ISBN 978-2-91336-628-2)

## Distinctions

### Honneurs
Elle est docteur Honoris Causa de l’université catholique de Louvain.

### Décorations
- Commandeure de l'ordre des Arts et des Lettres. Elle est promue commandeure par l’arrêté du 25 septembre 2017[11].
- Officière de la Légion d'honneur. Elle est promue officière par décret du 13 juillet 2016[12]. Elle était chevalière du 27 mai 2002 par décret du 29 mars 2002 pour récompenser ses 30 ans d'activités professionnelles et artistiques[13].
- Officière de l'ordre national du Mérite. Elle est promue officière par décret du 15 mai 2006[14]. Elle était chevalière du 18 décembre 1979.
- Officière de l'ordre des Palmes académiques.

### Presse
- Portrait de Claire Gibault par Pauline Pouzankov, Courrier du parlement, 26 septembre 2012